# ArcheAge (オンラインゲーム)
ArcheAge（アーキエイジ）は、韓国の同タイトルの小説（著者：ジュン・ミンヒ）を原作とし、韓国のXLGAMESが開発したMMORPG。韓国、日本、ロシア、欧州・北米、中国、台湾などでサービスが提供されている。
日本でのサービスは株式会社 ゲームオンが運営していた。
2024年12月25日をもって日本でのサービスを終了した。

## 概要
前出の小説を元に世界観が設定されている。ハリハラ大陸（東大陸）とヌイア大陸（西大陸）に勢力が別れ、東はハリハラン、フェレ、ウォーボーン、西はヌイアン、エルフ、ドワーフと呼ばれる種族によって構成され、ハリハラ連合（東大陸種族の連合）とヌイア連合（西大陸種族の連合）は敵対しているという設定である。
また、両連合とも神々の大戦で崩壊した旧大陸へ2000年の時を経て再び進出しようとしており、ここでも2つの連合がにらみ合う構図となっている。

2010年の韓国・釜山で開催されたG-Starに出展され、XLGAMES創業者のソン・ジェイク（Jake Song）が同ゲームをXLGAMESにて開発中であることが紹介された。
当初、Cryteckの「CryENGINE 2」で開発が進められ、後に「CryENGINE 3」に変更されている。 
日本においては2013年7月23日に正式サービスが開始され、2014年4月24日より基本プレイ料金が無料に変更された。
各国のサービス開始時期は以下の通り。
- 韓国　2013年1月15日～
- 日本　2013年7月23日～
- ロシア　2014年2月22日～
- 欧州・北米　2014年9月16日～
- 中国　2015年9月8日～
- 台湾　2017年11月22日～

## 特徴
モンスターとの戦闘を行い経験値を得ることでレベルアップやスキルポイント習得でキャラクターを成長させられる他、生産活動などにおいて労働力を消費して得られる経験値でも成長させられる仕様となっている。

職種システムは10種類ある「適性」と呼ばれるものを3つ選択し、その3つの組み合わせで結果的に職名が決まるというもので、組み合わせにより120種類にもおよぶ。

生活系の活動には、生産6種類（畜産、農業、釣り、伐採、採集、採鉱）、製作11種類（錬金、料理、工芸、機械、金属、印刷、石工、裁縫、革皮、武器、木工）、その他5種類（建築、器用、貿易、芸術、探検）と多岐にわたっており、それぞれに「熟練度」という値が設定され、熟練度を上げることで労働力の消費を抑えたりより効果の高いアイテムを製作できたりというような恩恵が受けられる。
これらとは別に「言語」にも熟練度が設定されており、言語の熟練度が低い間は敵勢力とは言語が異なるという設定でチャットの文字が文字化けして理解できないが、敵勢力の言語を学び熟練度を上げることで文字化けが減少し、会話が理解できるようになるという仕様もある。

ハウジング関係では、各エリアに複数の「住宅地」が存在し、農業や畜産を行える「菜園」を設置したり、図面を入手し材料をそろえて加工することでさまざまな種類の家を建てたり改造したりすることができる。菜園、家の設置で土地を利用すると、その面積に応じて毎週納める税金が発生する（前納可能）。

移動手段として、陸上においては徒歩や一般的な騎乗ペット（馬、ネコ科、イヌ科のような動物）の他、トラクターやスポーツカー、クラッシクカーのような車輌も存在する。
海洋においては、泳ぎや潜水具を使った長時間の潜水の他、高速艇と呼ばれる小型の帆船、中型から大型の帆船、エンジンのある漁船やクルーザー、イルカのような騎乗ペットも存在する。
また、各種グライダーで滑空することが可能で、シームレスにつながったマップ（エリア）を自由に飛行することができ、本作の特徴ともなっている。

一部アイテム（家具、服、船舶およびそのアイテム、車輌など）には、「UCC（User Created Contents）」というシステムにより、ユーザーが作成した紋章、イラストなどを、ゲーム内に反映させることができる。
ユーザーが作成できるコンテンツとして、楽譜を作成（作曲）し、さまざまな音色の楽器を使用して演奏することも可能となっている。

## サーバーの一覧
日本国内のサーバーは、以下の2つ(2022年7月13日現在)。2017年6月28日に最初の一部サーバー統合、2022年7月13日に全サーバーが関わる統合が実施された。
サービス開始時に開設されたものは、Gene、Kyprosa、Luciusの3つで、最初の統合前最後発のInoch開設時に最大9つまで及んだ。2018年にBlueSalt、2019年にAria、2020年にFrontier、2021年にUtopiaが開設され、2回目の統合前時点で再び9つとなった。
なお、最初期のサーバー名（Gene、Melisara、Kyprosa、Lucius、Eanna、Aranzeb、Tahyang、Orchidna、Inoch）は“最初の遠征隊”の人物名、最初の統合で開設されたサーバー名（Nui、Dehuta）は作品中に登場する神の名、BlueSaltは作中の商会の名前、AriaはID（インスタンスダンジョン）「饗宴の園」で登場するボス名、GlennとReinaはサンステップエリアに登場するNM（ネームドモンスター）である。
また、2回目の統合で、統合前サーバー数に偏りが見られるが、「アーキパス」システム導入の有無によるものであると説明された。
- Glenn（グレン）（2022年7月13日～）※Gene、Melisara、Inoch、Nui、Dehuta、BlueSalt、Ariaの統合サーバー
- Reina（レイナ）（2022年7月13日～）※Frontier、Utopiaの統合サーバー

統合されたサーバーの開設時期は以下の通り。
- Gene（ジン）　2013年7月11日～2022年7月13日　※サービス開始初期から開設[21]
- Melisara（メリッサーラ）　2015年7月23日～2022年7月13日[22]
- Nui（ヌイ）　2017年6月28日～2022年7月13日　※旧Kyprosa，Aranzeb，Tahyangの統合サーバー
- Dehuta（ダフタ）　2017年6月28日～2022年7月13日　※旧Lucius，Eanna，Orchidnaの統合サーバー
- Inoch（イーノック）　2016年12月14日～2022年7月13日[23]
- BlueSalt（ブルーソルト）　2018年7月18日～2022年7月13日[24]
- Aria（アリア）　2019年7月24日～2022年7月13日[25]
- Frontier（フロンティア）　2020年11月18日～2022年7月13日　※「アーキパス」システム導入。[26]
- Utopia（ユートピア）　2020年11月18日～～2022年7月13日　※「アーキパス」システム導入。[27]

- Kyprosa（キープローザ）　2013年7月11日～2017年6月28日
- Lucius（ルシウス）　2013年7月11日～2017年6月28日
- Eanna（エアンナ）　2013年7月13日～2017年6月28日[28]
- Aranzeb（アーランゼブ）　2013年7月17日～2017年6月28日[29]
- Tahyang（タヤン）　2014年4月24日～2017年6月28日[30]
- Orchidna（オーキッドナ）　2014年11月19日～2017年6月28日[31]

## システム

### 共通項

#### コミュニティ
コミュニティのシステムとして、フレンド、パーティー、血盟、遠征隊がある。
血盟は、特に親しい間柄のフレンドという位置付けで、遠征隊よりも狭い範囲の結びつきとなる。２名以上から血盟を結ぶことができ、最大12名まで増やせる。
遠征隊は、他MMORPGのギルドやクランに相当する。結成には５名以上が必要で、最大100名まで増員できる。
血盟、遠征隊に加わると、それぞれ専用のクエストを受諾できるようになる。
血盟には、メンバーがクエストなどで獲得する「血盟ポイント」があり、一定値が貯まるたびに移動速度上昇などの恩恵がある。また遠征隊には「貢献度」というものがあり、そのポイントを使用して専用のショップからアイテムを購入するシステムがある。

#### 勢力
基本的に選んだ種族によって、最初はハリハラ大陸（東大陸）とヌイア大陸（西大陸）のどちらかに所属する。
ハリハラン、フェレ、ウォーボーンはハリハラ連合（東大陸種族の連合）に属し、ヌイアン、エルフ、ドワーフはヌイア連合（西大陸種族の連合）に属することになる。
かつては東大陸種族はヌイア連合へ移ることはできず、同様に西大陸種族はハリハラ連合に所属することはできなかったが、「6.5　庭園」アップデートより東西および海賊勢力への「亡命」が可能となった。
また、遠征隊が旧大陸に領地を確立し、東西どちらにも属さない独立した国家を樹立することができる。国家は外交により、他勢力に対して友好関係にも敵対関係にもなることができる。国家は種族に関係なく属することができる。

#### 言語
言語は各種族ごとに存在するが、自身の種族言語の他、東大陸種族なら東大陸公用語、西大陸種族なら西大陸公用語が、初めから熟練度が上限の20,000となっており、同一大陸の種族同士ならチャットで意思疎通が可能となる。（例：西大陸種族のヌイアンなら、ヌイアン語と西大陸公用語が初めから修得済みで、エルフ、ドワーフとは話を解せるが、ハリハラン、フェレ、ウォーボーンには言葉が通じない。）
敵勢力大陸の種族と意思疎通をするためには、相手大陸の公用語を学ぶ必要があり、熟練度が上がるに従ってチャット時の文字化けが減少していく。
一方が相手の言語を習得していれば、チャット切り替え時はその言語で話すことになるので、相手には言葉が通じるが、周辺にいる敵言語を習得していない味方大陸種族には発する言葉が読めないことになる。（例：東大陸公用語を話すヌイアンが発する言葉は、ハリハラン、フェレ、ウォーボーンには理解できるが、同公用語を習得していないヌイアン、エルフ、ドワーフには文字化けしてしまい理解できない。）

#### 移動手段
徒歩以外で比較的自由に移動できる手段としては、初期から入手できる騎乗ペットが主となる。
各種族ごとに初期にクエストで訪れることになるエリアに、騎乗ペットの入手クエストも用意されており、容易に入手できる。
騎乗ペットには、陸上用の騎乗ペットの他、水上・水中で騎乗できるペットや、ペガサス、ドラゴンのような飛行可能なものもある。
なお、ロバを除いて、荷物を背負った状態では著しく移動速度が低下する。

また、機械的なアイテムによる移動手段として、陸上ではスケボー、トラクター、乗用車が、海上では小型～大型帆船やエンジンを使った漁船タイプ、モーターボート、潜水艇のようなものも存在する。
車輌、船舶の一部には背負い荷物の収納スペースが複数存在するものがあり、輸送量および速度面で有利となる。
さらに、グライダーを所持することができ、空を飛行して移動することも可能となっている。　グライダーは、高度があればどこまでも飛べるわけではなく、グライダーによって3～5分の飛行制限時間が設けられており、時間が来ると解除されてしまう。数秒のクールタイムが存在するため、十分な高度がないと空中で再展開できず地上に墜落することになる。
なお、荷物を背負うと背負っていたグライダーはインベントリに移動するため、荷物を背負った状態でグライダーを使用することはできない。

グライダー、スケボー、トラクター、一部の乗用車、帆船などは、図面を入手し、部品となるアイテムを集めたり組み立てるなどして完成・所持できる。一部のグライダーは、NM（ネームドモンスター）のレアドロップ品となっているものがある。
騎乗ペット、車輌、船舶、グライダーの一部は、アイテムモールでの有料アイテムとして販売されることがある。

#### 地域
各エリア（マップ）は、「保護地域」、「紛争地域」、「中立地域」に分けられる。

保護地域においては、味方勢力同士の戦闘（PK；Player Kill）は常時不可となる。また、味方勢力の保護地域において、敵勢力から先制攻撃をしかけられることはない。ただし、自分の勢力の保護地域であっても敵勢力に攻撃をしかけると、その時点から敵勢力のプレイヤーも反撃が可能となる。（例：東大陸の保護地域において、ハリハランは東大陸種族へのPKは常時不可。ヌイアン、エルフ、ドワーフの西大陸種族から先に攻撃されることはない。ただし、ハリハランから攻撃をしかけると、西大陸種族からの攻撃が可能となる。）
紛争地域は、闘争レベル（闘争段階）というのものが存在し、「平和期間」以外は常に敵味方問わずPKが可能となる。ただし、味方勢力に対してはフリーモードに切り替えないと攻撃できないため、誤って攻撃してしまうことはない。フリーモードに切り替えたプレイヤーの名前は紫色（紫ネーム）となり、判別できる。
紛争地域の闘争レベルも含めた状態の変化は、「１：忍び寄る不安」→「２：危機の影」→「３：広がる災難」→「４：静かなる進撃」→「５：戦雲の到来」→「紛争」→「戦争」→「平和期間」と遷移していく。１→２は勢力間の一定数のPKで、２～５はモンスターなども含めた一定数の討伐で次の段階に移行し、「紛争」に至ると一定時間後に「戦争」状態となる。戦争状態は一定時間続き、その後、一定時間の「平和期間」が訪れる。平和期間においてはフリーモードを含め一切のPK行為は不可となる。平和期間が終了すると、再び闘争レベル１段階へ移行する。
中立地域は常に敵味方問わずPKが可能（味方への攻撃はフリーモード切り替えが必要）で、平和期間が存在しない。

また、外洋は全て、紛争／戦争 期間の繰り返しとなる。

### 生活関係

#### 労働力
基本的に戦闘と移動以外の生産・製作活動のほぼ全てにおいて「労働力」を必要とする。具体的には、伐採、採集、農業での水撒きなどや、生産物の加工（丸太を木材に、岩石を石材に）、モンスタードロップのアイテム開封といったものまで労働力ポイントを消費する。
労働力ポイントは「アカウント労働力」と「サーバー労働力」に分けられる。
アカウント労働力は自分の全サーバーのキャラで共有する労働力で、通常、ログイン中に限り5分間に5ポイント自然回復する。「ArcheAgeプレミアム」に加入すると、ログイン・ログアウトにかかわらず5分間に10ポイントずつ回復していく。
サーバー労働力は同じサーバーで作成した自分のキャラで共有する労働力となる。こちらは自然回復ではなく、クエストなどで入手するポーションや、アイテムモールで有料販売されている労働力ポーションなどで回復することができる。
アカウント労働力とサーバー労働力両方に労働力の残量がある場合、サーバー労働力から先に消費される。

#### 生活系活動と熟練度
先の特徴でも挙げたとおり生活系の活動には、生産が畜産、農業、釣り、伐採、採集、採鉱の6種類、製作が錬金、料理、工芸、機械、金属、印刷、石工、裁縫、革皮、武器、木工の11種類、その他として建築、器用、貿易、芸術、探検の5種類がある。
各々「熟練度」という値が設定され、各活動に関わる行動をして労働力を消費すると、熟練度が上がっていく。
熟練度には段階が設けられており、熟練度の値が一定値に達するごとに、一般 → 見習い → 熟練 → 専門 → 匠 → 職人：1段 → 職人：2段 → 職人：3段 → 職人：4段 → 職人：5段 → 名人 → 神業 と次の段階へ上げることができる。
ただし、段階を上げられる個数に制限があり（総専門技能数）、その個数を拡張するには専用のアイテムを入手し消費する必要がある。
また、神業の段階については、生産は2つ、製作は3つ、その他は2つに制限され、この数は拡張不可である。

#### 生活ポイント
「生活ポイント」は先の生活系活動やクエストなどで入手できるポーション類で集めることができ、通常のNPC商店で販売されていない種、苗や製作アイテム、交易品（後述）を購入するために必要な「交易品取引証明書」や継承者Lvを上げるために必要な「超越した継承者の証明」というアイテムなどを購入する際に必要となる。

#### ハウジング
「住宅地」に指定されたフィールドに、建築物の「図面」を入手し、材料を集めて労働力を使用しながら建てることができる。

建物の外観は、西洋風、東洋風の家の他、ツリーハウスや海上バンガローなども存在する。
基本的に、「蜃気楼の島」と呼ばれるエリアにモデルハウスが設置されており、一部の住宅では外観の色・質感をミニモデルで選びながら図面を購入することができる。図面の購入はゲーム内通貨（金貨・銀貨・銅貨）ではなく、「デルフィナードの星」というクエストなどで手に入る金貨を用いる。ユーザー間取引やオークションにてユーザーの手により図面が販売されていることがあり、そこからゲーム内通貨で購入することも可能となっている。
住宅地域にて図面を使用すると完成イメージが現れ、これを見ながら建物の向きを調整し決定すると、保証金の納付に同意すると建築を始められる。
材料は主に木材の束（木材100個相当：丸太から作成）、石材の束（石材100個相当：岩石から作成）、鉄材の束（鉄のインゴット100個相当：鉄鉱石から作成）が使用され、指示された数を順番に納入する形で建築を進める。建築の際には労働力を消費する。建築物が大きいものほど、使用する材料の束が増える。
完成後は、毎週税を納付する必要がある。1週間ごとにゲーム内メールで納付の案内が届けられ、「建築税証紙」の形で納付する。
家の表札前で開ける建築情報のウィンドウにて、5週間分を前納することも可能となっている。
建築税証紙は、家の表札前・カカシ菜園のカカシで労働力を消費して作ることができるほか、ユーザー間取引やオークション、アイテムモールでも入手可能である。
税を2週間滞納すると、住宅は強制撤去される。その際、保証金は没収され、家具類は保護対象のもの（主にアイテムモール購入品）以外は消滅する。保護対象の家具類でも、40個を超えると超えた分は消滅する。図面および返還される家具は、ゲーム内メールで返却される。

一部の住宅は「住宅進化」させることができる。基本的に床面積が若干増え、各種製作関係のいずれかに特化した住宅となる。

なお、建築物の使用（ドアの開閉、設置された製作台の利用など）は、本人のみ・血盟メンバー・遠征隊メンバー・一般公開の4段階で権限を設定が可能となっている。

#### 貿易
※以下は、UPDATE「ArcheAge5.0」実施前の現行の仕様。（～2018年12月19日（水）メンテナンス前）
　
　
ArcheAgeでは各地で特産品を製作し、交易所と呼ばれる場所や特定地域の住民会館にいる「交易品交換先」NPCに納品する事でゲーム内通貨やアイテムを手に入れる事が出来る。

貿易の大まかな流れは、
- 「特産品を各地域の製作台で製作し、交易所まで運搬し納品する（特産品の国内貿易）」（報酬：ゲーム内通貨）

　↓
- 「交易所に納品された特産品の在庫数に応じて交易品が生成されるので、交易品を海上輸送で別大陸の交易所まで運搬し納品する（交易品の大陸間貿易）」（報酬：ゲーム内通貨またはキール浄水）

　↓
- 「他大陸から交易所に納品された交易品を、特定地域の住民会館へ運搬し納品する（交易品の国内貿易）」（報酬：安定した黒炭の粉）

の3つの段階があり、それぞれの段階ごとに特産品の国内貿易と交易品の大陸間貿易はゲーム内通貨、交易品の国内貿易は「安定した黒炭の粉」というアイテムで、報酬が数時間後にゲーム内メールで支払われる。
ただし、大陸間貿易において交易品を「フリーダムロード」と呼ばれる場所に納品した場合は、通貨ではなく「キール浄水」というアイテムで報酬が支払われる。

特産品の国内貿易の結果で交易品が生成されるには、通常特産品、住民専用特産品、熟成特産品と呼ばれる複数種類の特産品をそれぞれの規定数ずつ納品されなければならない。
また、交易品は入手後、一定時間毎に「鮮度」が下がっていき、鮮度が良い状態ほど報酬が多い。
移動手段として公共交通の馬車、飛行船などは存在するが、上記の仕様のために大量に輸送したり高速で運搬する必要があることから、貿易においてはトラクターや貿易船等があると便利である。
なお、大陸間貿易や一部の国内貿易では、戦争／紛争地域を通過するため、海賊や敵勢力に襲われるリスクが伴う。

※以下は、UPDATE「ArcheAge5.0」実施後の予定されている仕様。（2018年12月19日（水）メンテナンス後～）
ArcheAgeでは各地で特産品を製作し交易所のNPCに納品することでゲーム内通貨を、交易所でNPCから購入した交易品を他大陸の交易所にいるNPCに納品することで「ブラックアーキウム」という製作関係で多用されるアイテムを手に入れる事が出来る。

貿易の流れは、
- １．「特産品を各地域の製作台で製作し、交易所まで運搬し納品する（特産品の国内貿易）」（報酬：ゲーム内通貨）

- ２．「交易所で購入した交易品を、海上輸送で別大陸の交易所まで運搬し納品する（交易品の大陸間貿易）」（報酬：安定した黒炭の粉）

の２つの段階からなる。それぞれの報酬は数時間後にゲーム内メールで送られてくる。
各段階は、特産品の在庫数と交易品の購入価格が連動するが、必ずしも両方を連続して行う必要はなく、ゲーム内通貨だけが目的で国内貿易だけ行ったり、ブラックアーキウムだけが目的で大陸間貿易のみを行ったりすることができる。

特産品には、「一般特産品」、「商団特産品」、「熟成特産品」の３種類があり、それぞれ指定された個数が納品されると交易品の購入価格（物価）が下がっていく。
交易品がプレイヤーによって購入され、かつ、特産品の納入が滞ると、交易品の購入価格が上がっていく。

なお、大陸間貿易や一部の国内貿易では、戦争／紛争地域を通過するため、海賊や敵勢力に襲われるリスクが伴う。

#### オークション
オークションは、サーバーの垣根を越えてプレイヤー同士でアイテムを売買できるマーケットである。

各地の住宅地域の近辺にある蜃気楼の島入口ゲートそばにいる競売人のNPCダル族や、UIの「便利機能」にある「オークションハウス」から画面を呼び出し利用できる。デフォルト設定の場合、Pキーで開くこともできる。

出品側は、入札開始価格や即決価格、入札期間および複数個出品する場合は分割販売の有無などを設定することができる。出品の登録においては手数料を預けることになり、取引不成立（入札なしで期限切れ、出品キャンセル）の場合は徴収される。

入札側は、現在の入札状況を見ながら入札価格を入力して応札し、期限内に自身の入札価格より高額の入札がなければ落札できる。他者の入札が生じた場合、再入札してより高額の入札価格を設定できる。
出品側の即決価格で構わなければ、その価格で即時落札することができる。ただし、出品側で即決が設定されていないアイテムについては即決することができない。
落札したアイテムは、ゲーム内手紙にて届けられる。

オークション画面にて、出品されているアイテムの過去2週間における相場の変動を確認することができる。出品する側は、出品しようとするアイテムの相場も確認できる。
オークションの利用は、キャラクターLv10以上から可能となる。 
なお、2020年11月現在、新規サーバーであるFrontier（フロンティア）サーバーのみオークションは独立しており、他サーバーユーザーとのオークション取引はできない。

#### 犯罪と裁判
味方勢力のキャラクターやその所有物に対して、「殺人」、「暴行」、「窃盗」を行うと、その現場には「犯罪痕」が24時間残る。その痕跡を他プレイヤーが「通報」すると、加害者に対して「犯罪ポイント」と「不名誉ポイント」が累積される。（注：ここでいう「通報」は、仕様・バグ利用などによる不正行為を運営会社に報告する通報とは異なり、ゲーム内の裁判制度における通報である。）
犯罪ポイントが50ポイント超えると「指名手配」され、他のプレイヤーに倒されると裁判所へと自動送致される。（ただし、落下や水中で溺れて死亡したり等、他のプレイヤーからの攻撃ではない死亡要因では刑務所への送致は行われない。）
容疑者が裁判所へ送致されると、陪審員がプレイヤーから選出され、通報記録を基に裁判が行われる。
無罪となった場合、犯罪ポイント、不名誉ポイントともにリセットされ０ポイントとなる。
有罪となった場合、犯罪ポイントは裁判終了・刑期確定の時点でリセットされるが、不名誉ポイントは累積されたままとなる。
なお、かつては有罪が続き不名誉ポイントが3000に達した時点で所属していた勢力から追放され、「海賊勢力」へと強制変更されていたが、勢力間移動が「亡命」システムに置き換わったため、海賊勢力への強制移動は廃止された。

有罪となった際の刑期、例えば60分の刑期が確定した場合、刑務所で過ごすログイン時間が60分を要する。ログアウト中は刑期である時間は減少しない。

### 戦闘関係

#### 適性（職種）
格闘、鉄壁、意志、使命、野性、幻術、死、魔法、ロマン、愛、憎悪、暗影がある。（2020/11現在）

### その他

#### UCC
「UCC（User Created Contents）」とは、一部の家具（箱、円柱、画布、額縁等）や服、車輌、船舶およびそのアイテムに、ユーザーが作成した紋章、イラストなどを反映させることができるシステムである。
いずれも、256×256ドットのPNG画像に描かれたものをテクスチャーのようにアイテムに反映させる。透過PNGも利用可能で、基本的に透過された部分は元のアイテムの下地が現れることになる。
帆船の帆や、住宅の家具として設置できる旗、額縁などで紋章を掲示するために使用するというオーソドックスなものから、箱や円柱などを組み合わせてゲームに実装されていない家具などを表現する手段としても用いられている。

#### 作譜（作曲）
芸術の熟練度を上げることで、最大3000文字・3和音の楽譜を作成できるようになる。

作譜は、ゲーム内のコード表に従って記述することで行い、作成した楽譜はユーザー間取引が可能である。
楽器は、弦楽器、管楽器、打楽器それぞれに複数の楽器が実装されており、同じ種類のものでも楽器によって音色も異なっているため、曲の内容に合わせて楽器を選んで演奏する工夫がされている。
演奏においては、熟練度が各段階（一般、見習い、熟練など。熟練度の項を参照）の最大値に達していないと、所々音程を外してしまうことがある。なお、作譜を行わずに演奏のみを目的とする場合、芸術熟練度は「一般：100％」に達していれば、正確に演奏することができる。

日本でのサービス開始５周年を祝う「5th Anniversary PARTY」において、ユーザーから要望が出た最大文字数拡張について、その場で技術的に可能であることが明言され、韓国での11月のアップデートにおいて既に5000文字・6和音が実現されている。

## アップデート
アップデートのタイトルは次の通り。一部は前のアップデートの追加実装的なものもあるが、ここでは公式サイトの表記タイトルに則した。
・2013年
- 旧大陸への帰還
- 豊穣のアップデート
- 封縛の使役者
- 躍動の協奏曲（コンチェルト）

・2014年
- 戦場と休日
- 蒼く深き大海
- エアナード
- 黒曜石と神の盾
- 剣戟のリフレイン
- 紅蓮龍（レッドドラゴン）再臨!!
- リヴァイアサン
- 深淵の襲撃

・2015年
- 赤露（あかつゆ）の戦い
- ブリキの風
- 蒼いお城のファンタジア
- 新たなる英雄達
- ノアルタの開拓者
- 饗宴の園（キョウエンのソノ）

・2016年
- 覚醒する鼓動　※饗宴の園第二幕
- ノアルタの建国
- エデンの島
- 饗宴の大乱戦
- オーキッドナの憎悪

・2017年
- 蒼翼の咆哮
- 継承
- 白ユリの生活
- 太陽と深淵の大地
- 渦巻く絶海の戦い　－トレパセス－

・2018年
- 深海に眠る方舟
- 新生の鼓動
- 古の覚醒
- UPDATE 「ArcheAge5.0」

・2019年
- ArcheAge5.5 庭園への道
- ArcheAge5.7 燎原の巨像
- ArcheAge6.0 戦慄の暗躍者

・2020年
- ArcheAge6.5 庭園
- ArcheAge UPDATE イフニールの黄金聖域（6.7）
- ArcheAge7.0 甦る強者

## 動作環境

### 必要動作環境
- OS： Windows 8.1 / Windows 10
- CPU：Intel Core 2 Duo
- メインメモリー：2 GB 以上
- グラフィックカード：NVIDIA Geforce 8000シリーズ512MB以上　または　Radeon HD 4000シリーズ 512MB以上
- HDD空き容量：70GB以上
- DirectX 対応：DirectX 9.0c 以上

### 推奨動作環境
- OS： Windows 8.1 / Windows 10
- CPU：Intel Core i7
- メインメモリー：4 GB 以上 (32bit) / 8 GB 以上 (64bit)
- グラフィックカード：NVIDIA GeForce GTX 660　または　AMD Radeon HD 7850
- HDD空き容量：70GB以上
- DirectX 対応：DirectX 9.0c 以上